# Papilio maroni
Papilio maroni је врста лептира из породице једрилаца (лат. Papilionidae).

## Распрострањење
Француска Гвајана је једино познато природно станиште врсте.

## Станиште
Врста Papilio maroni има станиште на копну.

## Угроженост
Подаци о распрострањености ове врсте су недовољни.